# Arpadi

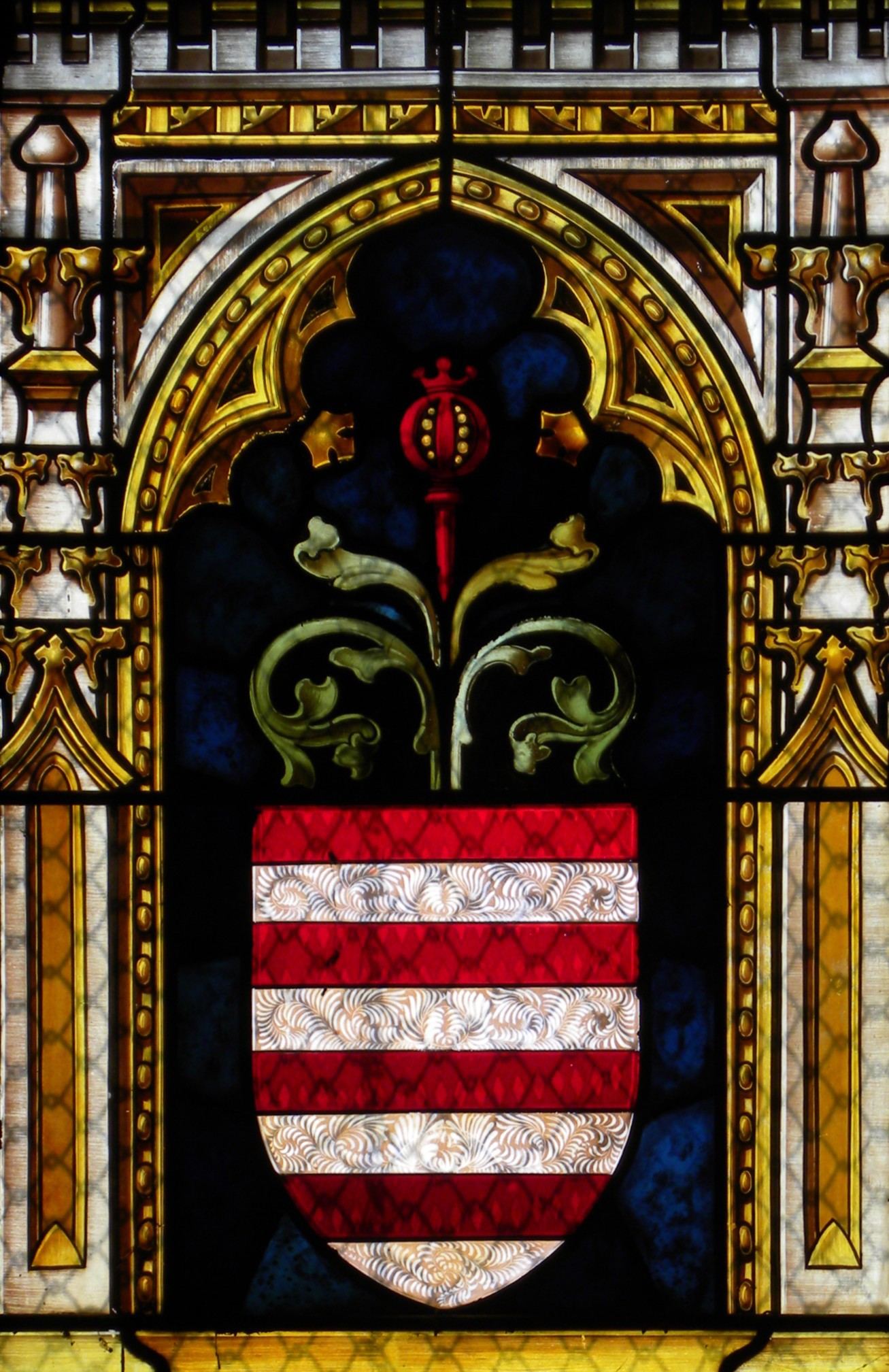
Stemma degli Arpadi in una vetrata

Arpadi, Árpád o anche Arpadiani fu la prima dinastia che regnò in Ungheria dall'896 al 1301, prende il nome dal suo fondatore Árpád, principe magiaro figlio di Álmos.

## Storia

### Origini
Secondo alcune notizie storiche Árpád venne eletto da sette tribù magiare che fuggirono dalle pressioni dei Pecenghi, condotte nell'869 sulle rive del Mukacevo, nel bacino dei Carpazi da Árpád, dove fondò la sua dinastia.
Le tribù ungheresi, allora erano costituite secondo un modello khazaro, basato sull'autorità di due principi: un capo religioso (il kendè) ed un capo militare (il gyula). Si suppone che le origini della dinastia siano comunque di origini Khazare; secondo una leggenda, il padre di Árpád, Almos, sarebbe stato ucciso in occasione di un'invasione straniera.
Un'altra versione descritta dall'imperatore Costantino narra che nella Pannonia del nord regna un capo magiaro, mentre Árpád occupa la regione tra il Tisza e il Danubio. Inoltre, il principe ereditario Árpád riceve una provincia ducale, probabilmente il nord-est del paese, dove è capo della tribù Kabares. Infine Szablocs, il maggiore dei cugini di Arpad, avrebbe portato il titolo ducale. È evidente comunque che nel periodo compreso circa tra il 907 ed il 955 ci fosse più di un capo che regnasse sui magiari, pur appartenendo tutti alla stessa famiglia.

### Fondazione del Regno d'Ungheria
Dopo la sconfitta nella battaglia di Lechfeld nel 955, cui presero parte i capi militari Bulcsú, Lel, Sur e il principe Taksony (figlio di Zoltan e nipote di Árpád), contro l'esercito di Ottone I e di Boleslao I di Boemia, il principe Taksony arretrò stanziandosi nelle pianure della Pannonia, dove diede l'inizio alla fondazione di uno stato ungherese.
Nel 973 suo figlio Géza fu un promotore della cristianizzazione dei magiari, stabilì un'alleanza con il Sacro Romano Impero e con Bisanzio col fine di assicurare una pace durevole all'Ungheria, e chiese ad Ottone II di inviargli un monaco benedettino affinché potesse battezzare lui e la sua famiglia, tra cui Vajk, che col battesimo divenne Stefano I.
Con Stefano I, la dinastia si afferma in Ungheria, dando una vera e propria identità al paese e relazioni con altri regni. Stefano I fu prima principe, poi il giorno di Natale del anno 1000, venne incoronato re d'Ungheria. Sposò Gisella di Baviera, figlia del duca Enrico.

### Estinzione
La dinastia si estinse nel 1301.
Interessante notare come il primo e l'ultimo membro della dinastia ed erede di Santo Stefano al trono d'Ungheria siano stati dei Veneziani.

## Re ungheresi della dinastia Arpadiana
- Stefano I (1000-1038)
- Pietro Orseolo, re d Ungheria (1038-1046) in competizione con Samuele Aba (1041-1044)
- Andrea I (1047-1060)
- Béla I (1061-1063)
- Salomone (1063-1074)
- Géza I (1074-1077)
- Ladislao I Árpád (1077-1095)
- Colomanno (1095-1116)
- Stefano II (1116-1131)
- Béla II (1134-1141)
- Géza II (1141-1161)
- Stefano III (1162-1172)
- Ladislao II usurpatore
- Stefano IV usurpatore
- Béla III (1172-1196)
- Emerico (1196-1204)
- Ladislao III (1204-1205)
- Andrea II (1205-1235)
- Béla IV (1235-1270)
- Stefano V (1270-1272)
- Ladislao IV il Cumano (1272-1290)
- Andrea III il veneziano (1290-1301), figlio di Stefano il postumo e Tomasina Morosini